# Antonio Aranda Mata
Pour les articles homonymes, voir Aranda.
Antonio Aranda Mata (1888 - 1979) est un officier espagnol du XXe siècle, qui a combattu du côté franquiste pendant la guerre d'Espagne. Général de brigade à la fin de celle-ci, il s'oppose par la suite ouvertement à la dictature de Franco jusqu'à la mort de celui-ci.

## Biographie

### Débuts militaires et guerre d'Espagne
Antonio Aranda nait le 13 novembre 1888 à Leganés, d'un père caporal. Il entre à l'académie militaire de Tolède à l'âge de seulement 13 ans. Il s'y spécialise en tant que géographe et ingénieur militaire. Il participe à la guerre du Rif avec le grade de capitaine, puis est promu commandant grâce à ses mérites. En 1925, considéré comme un officier brillant, il est ainsi responsable de la planification technique du débarquement d'Al Hoceima. 
Après la proclamation de la deuxième république espagnole, il se rallie tout d'abord à elle. En 1934, il participe à la répression de la révolution asturienne, avant d'être nommé gouverneur militaire d'Oviedo la même année, en remplacement du général Eduardo López Ochoa. Néanmoins, le 19 juillet 1936, alors colonel, il participe au soulèvement contre la république et organise le siège d'Oviedo. Même si celui-ci échoue, il se rallie aux forces franquistes parmi lesquelles il est nommé général de brigade, avant de recevoir la croix de Saint-Ferdinand en novembre 1937. En cette même fin d'année, il est nommé à la tête du Corps d'armée de Galice (es), qu'il commandera durant toute la guerre d'Espagne.

### Après la guerre
A la fin de la guerre, il est nommé commandant de la IIIe région militaire (es), basée à Valence. Dès le début du régime dictatorial de Franco, il se tient éloigné de la politique de celui-ci, et entretient de mauvaises relations avec le parti au pouvoir. Du 25 mai au 23 juin 1939, il voyage à Hambourg (Allemagne nazi) avec d'autres commandants espagnols, et visite Berlin et d'autres centres industriels et militaires du pays. A la fin de ce séjour, il fait néanmoins des déclarations controversées à un journal portugais, se prononçant pour le maintien des relations avec le Royaume-Uni, et s'opposant à la présence militaire italienne à Majorque. Ces propos lui valent d'être muté comme directeur de l'école supérieure de l'armée à Madrid, pour ne plus avoir d'hommes sous ses ordres. 
En 1943, il est arrêté et accusé de complot contre Franco, pour la restauration de la monarchie. Des documents déclassifiés par le MI6 démontrent qu'il avait par exemple collecté deux millions de dollars par l'intermédiaire de Joan March Ordinas pour mener son plan à bien. Il est néanmoins rapidement libéré grâce à son statut de héros de guerre. En 1949, il préside un comité de coordination entre socialistes et libertaires, ce qui lui vaut de nouvelles disgrâces. Il est ainsi placé en réserve de l'armée. Il continue néanmoins à prendre part à la conspiration monarchiste espagnole. Lors du retour de la démocratie en 1976, il est fait lieutenant-général par le roi Juan Carlos Ier pour ses prises de position.
Il meurt finalement le 8 février 1979 à Madrid.

## Source
- (es) Cet article est partiellement ou en totalité issu de l’article de Wikipédia en espagnol intitulé « Antonio Aranda Mata » (voir la liste des auteurs).